# 손여은
손여은(한국 한자: 孫汝恩, 본명: 변나연, 1983년 8월 4일 ~ )은 대한민국의 배우이다.

## 학력
- 부산예술고등학교 (졸업)
- 동아대학교 피아노학과 (졸업)

## 생애
손여은은 피아니스트가 꿈이었기에 7살 때부터 피아노를 배웠으며, 부산예고에 진학해서 피아노를 전공하였기에 부모도 피아니스트가 되는 것을 당연하게 여겼다. 하지만 서울에서 길거리 캐스팅되어 연기자가 되겠다고 마음먹었을 때 부모의 반대가 심했다. 부모에게 대학교에서 피아노학과를 졸업한다고 약속하여 연기자로 데뷔하게 되었다. 한편 손여은은 한때 쥬얼리 멤버 물망에 거론됐으나 노래에 소질이 없다고 느껴 자포자기했다. 한나연으로 활동시에는 주로 광고에 출연하거나, 연속극의 조연을 맡았다. 하지만 큰 인기를 얻지 못했고, 학교 졸업 문제와 소속사 문제 때문에 연예계 생활이 순탄치 않았다.
2005년부터 2007년까지 2년 동안 공백기를 가졌다. 공백기 동안 학교를 다니면서 연기 생각만 골똘히 하였다. 졸업하고 2007년 이후 연예계에 복귀하면서 전보다 더 많은 작품으로 왕성하게 활동하고 있다. 단막극 KBS 드라마시티에서 연기력을 인정받아 ‘단막극의 여왕’이라는 수식어까지 붙었다. 하지만 연기력에 비해 큰 인지도를 얻지 못해 연예인인데도 불구하고 길거리 캐스팅을 당했다.
2012년 KBS 2TV 드라마 《각시탈》의 엄선화 역할에서 동안미녀로 화제가 되었다. 엄선화라는 캐릭터에 애착을 가지고 있는데, 본래 낯을 많이 가리는 손여은은 순수하고 밝은 엄선화라는 캐릭터에 몰입하기 위해 2~3개월 전부터 준비를 많이 했다.
2013년 《구암 허준》에서 의녀 소현으로 출연하면서 전작의 엄선화와는 사뭇 다르게 차분하고 의술에 뛰어난 역할이었다. 같은 해 김수현 작가의 《세 번 결혼하는 여자》에서 한채린 역으로 분하여 열연했다. 부잣집 딸 특유의 철없는 캐릭터를 잘 소화한다는 평을 받았으며, 대중에게 이름을 알린 본격적인 출세작이다. 더불어 같은 해에 ‘가족사랑찾기 캠페인 홍보대사’에 위촉되기도 했다.
2017년 김순옥 작가의 《언니는 살아있다》에서는 구세경을 악역이었지만 본인에게 가장 잘 어울리는 대표적인 캐릭터의 수준으로 소화하여 좋은 평을 얻는다. 드라마 초반에는 존재감이 별로 없었으나, 중반 이후로 가면서 주연 못지않은 존재감이 생겼다. 후반 들어서는 완전히 주인공 라인의 편이 되어서 드라마 전체의 전개를 휘어잡았으며, 김은향 역으로 나온 오윤아와의 연기 케미는 이 드라마의 백미라 할 수 있다. 결국은 마지막회에서 유방암으로 인해 세상을 떠나게 되는 슬픈 캐릭터지만, 이 드라마로 인해 인지도나 연기력이 많이 상승하였다. 또한 언니는 살아있다 시청자들은 손여은이 연기대상을 받아야 한다고 할 정도로 연기력과 인지도 면에서도 수혜를 받았다. 2017년 SBS 연기대상 시상식에서 주말&연속극 부분 여자 우수 연기상을 수상하였다.

## 에피소드
- SBS 주말 특별기획 드라마 《언니는 살아있다》에서 악녀 구세경 역할을 맡아 열연하면서 인지도와 연기력이 많이 상승하였다.
- 30대 중반의 나이지만 나이답지 않게 동안 외모와 예쁜 얼굴로 인기가 많다.

## 연기 활동

### 텔레비전 드라마
| 연도 | 방송사 | 제목                               | 역할     | 비고     |
| ---- | ------ | ---------------------------------- | -------- | -------- |
| 2003 | MBC    | 천생연분                           | 남정란   | 16부작   |
| 2003 | KBS2   | KBS 드라마시티 - 이브카페          | 귀연     | 1부작    |
| 2005 | SBS    | 돌아온 싱글                        | 이윤희   | 14부작   |
| 2007 | SBS    | 연인이여                           | 차명순   | 120부작  |
| 2007 | KBS2   | KBS 드라마시티 - 인 터널           | 한지연   | 1부작    |
| 2007 | KBS2   | KBS 드라마시티 - 쉿! 거기, 천사    | 은옥     | 1부작    |
| 2007 | KBS1   | KBS HDTV 문학관 - 카스테라         | 미령     | 1부작    |
| 2007 | MBC    | 뉴하트                             | 최현정   | 23부작   |
| 2007 | MBC    | 그라운드 제로                      | 한수진   | 2부재    |
| 2009 | SBS    | 찬란한 유산                        | 정인영   | 28부작   |
| 2009 | SBS    | 드림                               | 손여진   | 20부작   |
| 2009 | MBC    | 지붕뚫고 하이킥                    | 손여은   | 126부작  |
| 2010 | KBS2   | KBS 드라마 스페셜 - 여름이야기     | 이경아   | 1부작    |
| 2011 | KBS2   | 강력반                             | 차수연   | 16부작   |
| 2012 | KBS2   | 각시탈                             | 엄선화   | 28부작   |
| 2013 | KBS1   | 대왕의 꿈                          | 진덕여왕 | 70부작   |
| 2013 | MBC    | 구암 허준                          | 소현     | 135부작  |
| 2013 | SBS    | 세 번 결혼하는 여자                | 한채린   | 40부작   |
| 2015 | KBS2   | 부탁해요, 엄마                     | 선혜주   | 54부작   |
| 2016 | KBS2   | 마스터 - 국수의 신                 | 도현정   | 20부작   |
| 2016 | KBS2   | KBS 드라마 스페셜 - 즐거운 나의 집 | 윤세정   | 1부작    |
| 2017 | SBS    | 피고인                             | 윤지수   | 특별출연 |
| 2017 | SBS    | 언니는 살아있다                    | 구세경   | 68부작   |
| 2018 | KBS2   | 슈츠                               | 김문희   | 16부작   |
| 2018 | MBC    | 배드파파                           | 최선주   | 32부작   |
| 2020 | OCN    | 경이로운 소문                      | 문영     | 특별출연 |
| 2021 | tvN    | 더 로드: 1의 비극                  | 이미도   | 12부작   |
| 2021 | KBS2   | 연모                               | 중전     | 20부작   |
| 2022 | MBC    | 금수저                             | 서영신   | 16부작   |

### 영화
| 연도 | 제목                | 역할   | 비고     |
| ---- | ------------------- | ------ | -------- |
| 2008 | 고死: 피의 중간고사 | 윤명효 | 데뷔작   |
| 2012 | 내가 버린 여름      |        |          |
| 2015 | 세계일주            | 영숙   |          |
| 2015 | 코인라커            | 연     |          |
| 2017 | 보안관              | 희순   |          |
| 2018 | 지금 만나러 갑니다  | 현정   | 특별출연 |
| 2019 | 가장 보통의 연애    | 천수정 | 특별출연 |
| 2023 | 대외비              | 상미   |          |

## 연기 외 활동

### 텔레비전 프로그램
- KBS2 《해피투게더》 - 게스트 (2016.03.03)
- MBC 《황금어장 라디오스타》 - 게스트 (2017.07.19 / 2018.09.26)
- tvN 《수요미식회》 - 게스트 (2017.11.29)
- SBS 《런닝맨》 - 게스트 (2017.06.25 / 2017.07.02)

## 수상 및 후보
| 연도 | 시상식              | 부문                                 | 작품                               | 결과 |
| ---- | ------------------- | ------------------------------------ | ---------------------------------- | ---- |
| 2007 | KBS 연기대상        | 여자 특집·문학관·단막극상            | KBS HDTV 문학관 - 카스테라         | 후보 |
| 2014 | 제50회 백상예술대상 | TV부문 여자 신인연기상               | 세 번 결혼하는 여자                | 후보 |
| 2015 | KBS 연기대상        | 여자 조연상                          | 부탁해요, 엄마                     | 후보 |
| 2016 | KBS 연기대상        | 여자 연작·단막극상                   | KBS 드라마 스페셜 - 즐거운 나의 집 | 후보 |
| 2017 | SBS 연기대상        | 일일·주말드라마부문 여자 우수연기상  | 언니는 살아있다                    | 수상 |
| 2018 | MBC 연기대상        | 월화미니시리즈부문 여자 최우수연기상 | 배드파파                           | 후보 |
| 2022 | MBC 연기대상        | 여자 조연상                          | 금수저                             | 후보 |